# Chardy (rapper)
Chardy, artiestennaam van Chardy Mafalanka (Den Haag), is een Nederlands-Belgische rapper van Congolese afkomst. Hij is vooral bekend door zijn hit Trainingspak.

## Biografie
Mafalanka is geboren in de Den Haagse wijk Schilderswijk. Op zijn achtste verhuisde hij met zijn moeder en tweelingbroer naar Brussel. Hij stond bekend als probleemkind, was veel op straat te vinden en stopte na zijn middelbare schoolopleiding met studeren. 
In 2016 begon hij met raps uitbrengen. Eerste single was Rennen in samenwerking met Bouzzy uit begin 2016. Met Bryan Mg kwam hij met Voorbij, dat een voorzichtige doorbraak voor de rapper betekende. Hij bracht verschillende singles uit en tekende in 2019 bij het label Un4gettable Music van Chivv. Eerste single bij dit label was Mezelf in begin 2020.
Als gastrapper op nummers van Chivv had Chardy in 2020 enige successen. Het lied Mucho dinero (van Chivv en met Sevn Alias) bereikte de 32e plaats van de Single Top 100, Diamonds Vvs (met Chivv, OCS, Saaff, Dior en Figo Gang) de 64e positie en Cashito (met Chivv en OCS) de 86e plek. Met het project The Real Wave deed hij in 2020 een 101Barz Studiosessie. Na enkele singles verliet Chardy in 2021 zijn label en bracht onder eigen beheer in juli 2021 de ep Regardless uit.
Chardy tekende in 2022 bij muzieklabel Top Notch. Zijn grootste succes die hij anno 2024 bij dit label behaalde is Trainingspak uit begin 2023. Deze single bereikte de 45e positie in de Single Top 100. In begin 2024 werd Chardy opgepakt, omdat hij verdacht werd van een overval op een douanetransport van 10 ton inbeslaggenomen cocaïne. Terwijl hij in de gevangenis zit, maakt hij zijn volgende ep. Deze werd in september 2024 uitgebracht en had de titel Free noncha.
Artiesten waar Chardy over de jaren mee heeft samengewerkt naast de eerder genoemden zijn onder andere Adje, DIKKE, Leblanco, Hef en Quincy Promes.
Chardy werd in februari 2025 door de Belgische strafrechter tot een jaar met uitstel veroordeeld wegens zijn deelname aan een cocaïnetransport.

## Discografie

### Nummers met notering(en) in een hitlijst
| Lied                                                    | Verschijnen       | Album                         | Hitlijsten | Hitlijsten | Hitlijsten   | Hitlijsten   | Opmerkingen |
| Lied                                                    | Verschijnen       | Album                         | BE (VL)    | BE (VL)    | NL (Top 100) | NL (Top 100) | Opmerkingen |
| Lied                                                    | Verschijnen       | Album                         | Piek       | Weken      | Piek         | Weken        | Opmerkingen |
| ------------------------------------------------------- | ----------------- | ----------------------------- | ---------- | ---------- | ------------ | ------------ | ----------- |
| Mucho Dinero (met Chivv en Sevn Alias)                  | 13 maart 2020     | Un4gettable Nights (van Chivv | tip        | —          | 32           | 5            |             |
| Diamonds Vvs (met Chivv, OCS, Saaff, Dior en Figo Gang) | 27 augustus 2020  | —                             | —          | —          | 64           | 2            |             |
| Cashito (met Chivv en OCS)                              | 17 september 2020 | —                             | —          | —          | 86           | 1            |             |
| Trainingspak                                            | 21 april 2023     | —                             | —          | —          | 45           | 8            |             |